# Parafia Wniebowzięcia Najświętszej Maryi Panny w Szprotawie
Parafia Wniebowzięcia Najświętszej Maryi Panny w Szprotawie – rzymskokatolicka parafia, położona w dekanacie Szprotawa, diecezji zielonogórsko-gorzowskiej, metropolii szczecińsko-kamieńskiej w Polsce, erygowana w 1260.